# جيورجي مارغفيلاشفيلي
جيورجي مارغفيلاشفيلي (بالجورجية: გიორგი მარგველაშვილი) مواليد 4 سبتمبر 1969 في تفليس، الاتحاد السوفيتي) هو أكاديمي وسياسي جورجي اُنتخب رئيساً لجورجيا في أكتوبر 2013.

## روابط خارجية
- جيورجي مارغفيلاشفيلي على موقع IMDb (الإنجليزية)
- جيورجي مارغفيلاشفيلي على موقع مونزينجر (الألمانية)